# 葛山駅 (黄海南道)
葛山駅（カルサンえき）は朝鮮民主主義人民共和国黄海南道青丹郡に位置する朝鮮民主主義人民共和国鉄道省の駅である。